# 霍蘭氏鮭口波魚
霍蘭氏鮭口波魚（学名：Sarcocheilichthys horai）为輻鰭魚綱鯉形目鲤科鮭口波魚屬的其中一種，該物種主要分布於亞洲印度溪流上游，體長可達10公分。

## 扩展阅读
維基物種上的相關：霍蘭氏鮭口波魚